# Sadh Belo
Sadh Belo (sindsko ساڌ ٻيلو, urdujsko سادھ بھيلو), črkovan tudi kot Sadh Bela ali Sat, je otok v reki Ind blizu Sukurja v Sindu v Pakistanu, ki slovi po zelo cenjenih hindujskih templjih. Templji so povezani s sinkretičnim gibanjem Udasi sikhizma. Otok je znan po Teerath Asthan, ki je največji hindujski tempelj v Pakistanu. Kompleks ima osem drugih templjev, knjižnico, jedilnice, ogromen vrt, skupaj s sobami in bivališči za menihe in ljudi, ki želijo ostati na otoku na duhovnem umiku.

## Etimologija
Otok je bil nekoč gozdnat in se je imenoval Menak Parbat. Kasneje se je tu naselil svetnik (modrec) Udasi Baba Bankhandi Maharadž in takrat je ta kraj postal znan kot Sadhu Bhelo. Beseda Sadhu Bela pomeni gozd žajblja. Po nekaterih virih je Sadh Belo poimenovan po arabskem poveljniku po imenu Saeed (arabsko سعید), ki je zasedel in se nastanil na otoku.

## Geografija
Otok Sadh Belo je dolvodno od otoka Bukur in je od njega ločen s kratkim odsekom reke. Je na reki Ind, ki teče med Rohrijem in Sukurjem. Tempeljski kompleks se razprostira na dveh med seboj povezanih otokih; Sadh Belo s kuhinjo, verando, številnimi templji in Deen Belo, v katerem so samadhiji, park in mandir Riši Nol.

## Verski pomen
Baba Bankhandi Maharadž (rojen kot Balčand Šarma), 15-letni duhovni iskalec, čigar izvor naj bi izhajal iz Kero Khetarja pri Delhiju ali Nepala, je leta 1823 prispel v Sindh v mesto Sukur, ki je bilo takrat glavno trgovsko središče za podcelino. Sam se je naselil na gozdnatem otoku Menak Parbat (kar je prvotno ime Sadhu Bela) in postal znan kot gozdni modrec. Ko je Bankhandi prvič prišel tja, je bil otok le gruča dreves, vendar mu je bil kraj tako všeč, da ga je izbral kot kraj za postavitev svojega dhuni (svetega ognja). Pravijo, da je nekoč Baba Bankhandi v sanjah videl Anapurno, boginjo žita. Dala mu je podolgovat kovinski predmet z imenom Kamandal (podolgovat lonec za vodo) in mu povedala, da dokler bo ta predmet v kompleksu, žita za skupno kuhinjo ne bo manjkalo. Kasneje je Baba Bankhandi ustanovil različne kraje čaščenja, vključno s templji, posvečenimi Anapurni, Hanumanu, Ganešu in Šivi Šankarju, ter kraji za Granth Sahiba in Bhagavad Gito. Baba Bankhandi je umrl pri 60 letih. Baba Bankhandi je imel veliko učencev, ki so ga enega za drugim nasledili kot mahant ali skrbnik kraja; najbolj opazni med njimi so Svami Aćal Prasad, Svami Mohan Das in Svami Harnarain Das Udasin.

## Templji
Tempelj je leta 1899 sprva zgradil osmi gadi našin Sant Harnam Das. Hindujci po vsem Sindu in celo v Indiji zelo cenijo kraj, ki občasno pritegne romarje z druge strani meje. Letne obletnice smrti Baba Bankhandija Maharadža, imenovana Baba Bankhandi Maharadž Mela, se udeleži na tisoče in se praznuje s tridnevnim festivalom, na katerem romarji prejmejo brezplačno prenočišče, hrano in vodo. Ena od edinstvenih značilnosti Sadhu Belo je, da so številne molitve in besedila tukaj napisana v sindhiju, jeziku province Sindh v Pakistanu. Varnostni sistem je zelo strog, nihče ne more vstopiti ali obiskati templja brez dovoljenja; obstaja ustrezen način za pridobitev dovoljenja Pakistan Hindu Panchayat. Za nehindujce je to težko zaradi varnostnega sistema, saj je Sadh Belo največji tempelj v Pakistanu.
Gadi našeen templja (družina, ki že generacije upravlja tempeljski kompleks) se je po razdelitvi leta 1947 preselila v Indijo. Vendar člani družine še vedno potujejo enkrat letno v Pakistan, da uradno odprejo in se udeležijo sejma, saj so simbolni čuvaji tempeljskega kompleksa. Trenutno je Sadh Belo pod skrbništvom Evacuee Trust Property Board in se dobro upravlja, vendar je odsotnost prejšnje uprave Udasi mahants zelo občutna.

## Galerija
- Privrženci pridejo do templja Sadh Belo, ki je sredi reke Ind
- Tempeljski kompleks ponoči
- Spomeniki mahantom Udasi s klicem na Šri Čanda, ustanovitelja Udasija
- Podrobnosti na steni templja
- Ženska recitira Guru Granth Sahib v templju Sadh Belo ob posebni priložnosti 150. obletnice smrti Baba Bhankandi Maharadža
- Upodobitev Bankhandija Maharadža, svetnika Udasi, ki je leta 1823 ustanovil Sadh Belo